# Patrixbourne
Patrixbourne ist ein ländliches englisches Dorf 3 Meilen (5 km) südöstlich von Canterbury in der Grafschaft Kent, das größtenteils aus landwirtschaftlichen Hügeln besteht und zusammen mit dem nördlich angrenzenden Bekesbourne die Civil Parish Bekesbourne-with-Patrixbourne im Bezirk City of Canterbury bildet.

## Geografie
Das Dorf liegt etwa 3 Meilen vom Stadtzentrum von Canterbury entfernt, an der A2 nach Dover, an einer Furt über den Fluss Nailbourne.

## Geschichte
Im Domesday Book war Patrixbourne im Besitz von Bischof Odo, wurde aber um 1200 an eine Abtei in der Normandie und danach an die Merton Priory übertragen. Nach der Reformation ging es an die Says und dann an die Cheyneys über.
Auf dem Anwesen Bifrons oder Bifron's Park, im Süden des Dorfes, befindet sich ein angelsächsisches Gräberfeld.
Bifrons hat seinen Namen von einem Namen für den römischen Gott Janus („der Zweigesichtige“), verfügt über zwei Flügeln und wurde in den frühen 1600er Jahren von John Bargrave (Bargar) dem Älteren, dem Bruder von Isaac Bargrave, dem Dekan von Canterbury, gebaut. Während des Bürgerkriegs war die Familie Bargrave überzeugte Royalisten, und Bargraves Sohn John verkaufte das Anwesen 1661, als er nach der Restauration seine kirchliche Laufbahn wieder aufnahm. Im September 1694 wurde das Anwesen vom Parlamentsabgeordneten John Taylor aus Sandwich gekauft. Es wurde 1770 von Edward Taylor umgestaltet und 1820 zum Sitz von Elizabeth Conyngham, Marchioness Conyngham der letzten Mätresse von Georg IV. Das Haus wurde in den späten 1940er Jahren abgerissen.
Die Pfarrkirche stammt aus der späten normannischen Zeit und ist der Heiligen Maria geweiht. Sie ist aus Silex und Caen-Stein gebaut, die aus Frankreich importiert wurden, und enthält Glasmalereien aus der Schweiz aus dem 16. und 17. Jahrhundert.

## Attraktionen

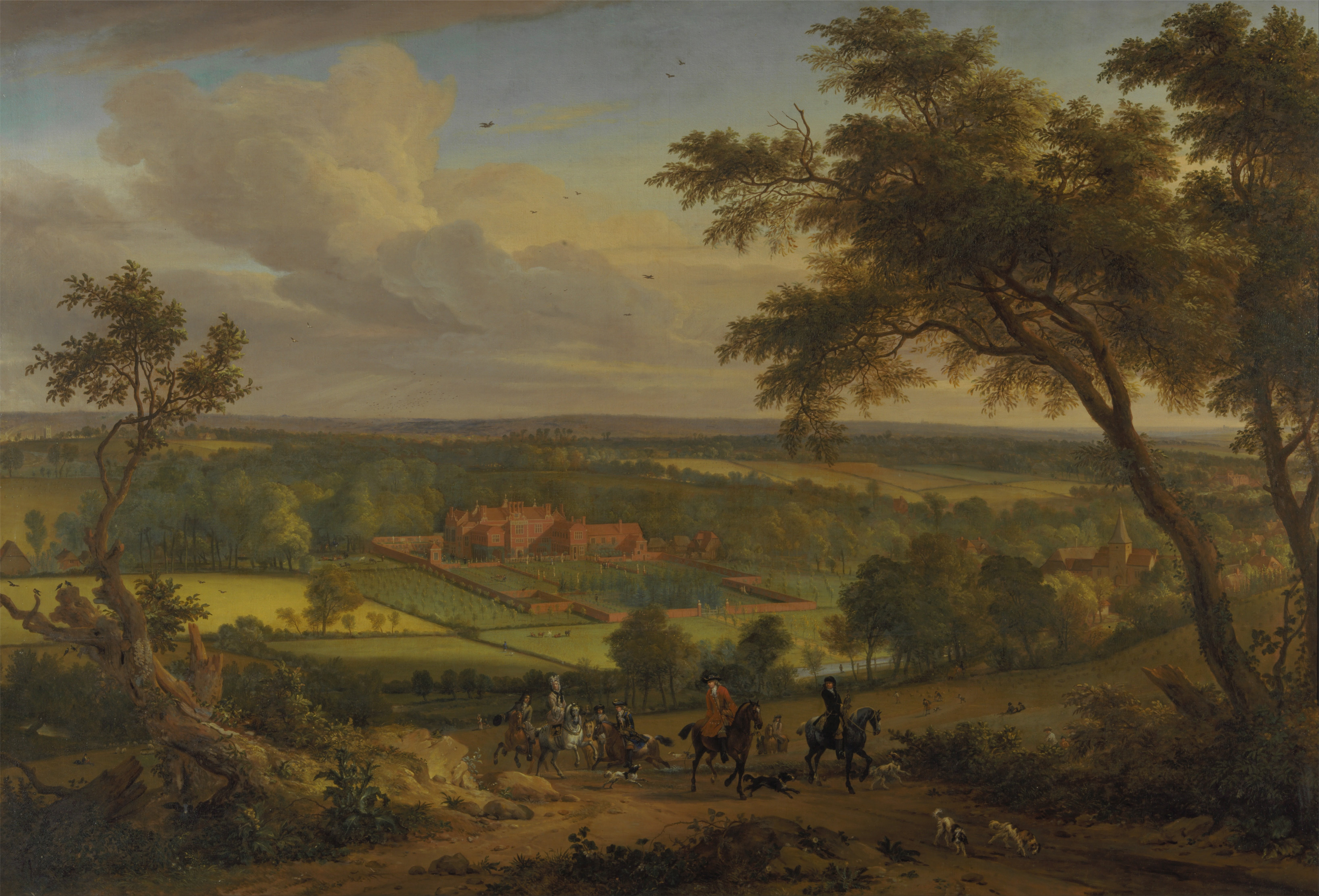
Bifrons Park, ca. 1700, von Jan Wyck

Higham Park ist ein großes neoklassizistisches Herrenhaus, das einst dem exzentrischen Rennfahrer Graf Louis Zborowski gehörte. Seine riesigen „Chitty Bang Bang“-Autos wurden hier gebaut, ebenso wie Babs, das Fahrzeug, mit dem J. G. Parry-Thomas 1927 in Pendine Sands einen Geschwindigkeitsrekord aufstellte. Der Ort liegt ganz im Süden der Gemeinde, so dass die nächstgelegenen Freizeiteinrichtungen entweder in Patrixbourne oder in Bridge zu finden sind.